# Don McLean
Don McLean, celým jménem Donald McLean III (* 2. října 1945, New Rochelle, New York, USA) je americký zpěvák-skladatel a kytarista, nejznámější jako autor hitu "American Pie", který ho proslavil v roce 1971.

## Diskografie
- Tapestry (1970)
- American Pie (1971)
- Don McLean (1972)
- Playin' Favorites (1973)
- Homeless Brother (1974)
- Solo (1976)
- Prime Time (1977)
- Chain Lightning (1978)
- Believers (1981)
- Dominion (1982)
- For The Memories I & II (1986)
- Love Tracks (1987)
- Headroom (1990)
- Favourites and Rarities (1993)
- River of Love (1995)
- Don McLean Sings Marty Robbins (2001)
- Starry Starry Night (2001)
- You've Got To Share (2003) ("The Kid's Album")
- The Western Album (2003)
- Rearview Mirror: An American Musical Journey (2005)
- Addicted to Black (2009)
- Botanical Gardens (2018)